# Domino Harvey
Domino Harvey (Londen, 7 augustus 1969 – Los Angeles, 27 juni, 2005) was een Britse premiejager. Ze was de dochter van acteur Laurence Harvey en model Paulene Stone. Om zich af te zetten tegen een luxe rijkeluisleventje besloot ze om tegen ieders verwachting in te gaan werken als premiejager.
Op 35-jarige leeftijd werd Domino buiten bewustzijn in haar woning in Los Angeles gevonden in de badkuip. Later overleed zij in het ziekenhuis als gevolg van een overdosis pijnstillers.
Keira Knightley speelde Harvey in Domino (2005), een film gebaseerd op haar leven, geregisseerd door Tony Scott, die de echte Harvey kende. Premiejager (en collega van Harvey) Ed Martinez werkte mee aan het filmscript. Hijzelf wordt in de film gespeeld door Mickey Rourke, terwijl zijn naam daarin is veranderd in Ed Moseby.
- Library of Congress Control Number: no2008049777
- Nationale Bibliotheek van Polen: a0000002800658
- SNAC: w6pk3w17
- Virtual International Authority File: 68736627
- WorldCat: E39PBJy8q8BXWM87jGqj39BXVC